# Équipe de Belgique de football en 2006
Maillots
Chronologie
Saison précédente Saison suivante
L'équipe de Belgique de football dispute en 2006 la première partie des éliminatoires du Championnat d'Europe et joue quatre rencontres amicales.

## Objectifs
L'objectif de 2006 est de bien commencer les éliminatoires du Championnat d'Europe afin de tenter de se qualifier après avoir manqué l'édition 2004 au Portugal.

## Résumé de la saison
Cette nouvelle déconvenue conduit à la démission d'Anthuenis. L'Union belge choisit comme nouveau sélectionneur René Vandereycken, pilier des Diables Rouges dans les années 1980, avec comme objectif de qualifier la Belgique pour l'Euro 2008. Mais dès l'entame des éliminatoires, les résultats ne sont pas à la hauteur des attentes, avec notamment un nul à domicile (0-0) contre le Kazakhstan en ouverture, puis deux défaites (4-0 et 1-2) face au Portugal et des revers en Serbie (1-0), face à la Pologne à domicile (0-1) et en Finlande (2-0). Elles entérinent rapidement l'élimination de la Belgique, qui finit cinquième de son groupe. En juin 2007, la Belgique apparaît à la 71e place du classement FIFA, sa plus mauvaise position depuis la création de ce classement en 1993. Dans l’ombre de l’équipe A, une nouvelle génération de jeunes joueurs atteint cependant les demi-finales du Championnat d'Europe espoirs en juin 2007, décrochant ainsi un ticket pour les Jeux olympiques pour la première fois depuis 1928. L’équipe belge espoirs atteindra les demi-finales du tournoi olympique en août 2008, avec une défense composée notamment de Vincent Kompany, Thomas Vermaelen et Jan Vertonghen, et un milieu de terrain où Marouane Fellaini et Mousa Dembélé impressionnent.

## Bilan de l'année
L'entame des éliminatoires du Championnat d'Europe est catastrophique. Après cinq matchs disputés, les Diables Rouges sont 5e de leur groupe, où seuls les deux premiers sont qualifiés, sans avoir encore rencontré la Finlande qui mène le classement et surprend, ni le Portugal, finaliste du dernier opus à domicile et grandissime favori comme vainqueur de poule. De plus, les Belges ont perdu leurs deux premières manches face à des concurrents directs, la Serbie et la Pologne, tout en galvaudant des points en partageant à domicile face au Kazakhstan, l'un des petits poucets du groupe. Au classement mondial de la FIFA, la Belgique végète à la 53e position, en bordure du top 50 qu'elle n'a plus réussi à intégrer durablement depuis deux ans.

### Championnat d'Europe 2008

#### Éliminatoires (Groupe A)
| Rang | Équipe      | Pts | J | G | N | P | Bp | Bc | Diff |  | Résultats (▼ dom., ► ext.) |     |     |     |     |     |     |     |     |
| ---- | ----------- | --- | - | - | - | - | -- | -- | ---- |  | -------------------------- | --- | --- | --- | --- | --- | --- | --- | --- |
| 1    | Finlande    | 11  | 5 | 3 | 2 | 0 | 7  | 2  | +5   |  | Finlande                   |     | -   | -   | 1-1 | -   | -   | 1-0 | -   |
| 2    | Serbie      | 10  | 4 | 3 | 1 | 0 | 6  | 1  | +5   |  | Serbie                     | -   |     | -   | -   | 1-0 | -   | 3-0 | 1-0 |
| 3    | Pologne     | 10  | 5 | 3 | 1 | 1 | 6  | 5  | +1   |  | Pologne                    | 1-3 | 1-1 |     | 2-1 | -   | -   | -   | -   |
| 4    | Portugal    | 7   | 4 | 2 | 1 | 1 | 8  | 3  | +5   |  | Portugal                   | -   | -   | -   |     | -   | 3-0 | -   | 3-0 |
| 5    | Belgique    | 7   | 5 | 2 | 1 | 2 | 4  | 2  | +2   |  | Belgique                   | -   | -   | 0-1 | -   |     | 0-0 | -   | 3-0 |
| 6    | Kazakhstan  | 2   | 5 | 0 | 2 | 3 | 1  | 7  | -6   |  | Kazakhstan                 | 0-2 | -   | 0-1 | -   | -   |     | -   | -   |
| 7    | Arménie     | 1   | 4 | 0 | 1 | 3 | 0  | 5  | -5   |  | Arménie                    | 0-0 | -   | -   | -   | 0-1 | -   |     | -   |
| 8    | Azerbaïdjan | 1   | 4 | 0 | 1 | 3 | 1  | 8  | -7   |  | Azerbaïdjan                | -   | -   | -   | -   | -   | 1-1 | -   |     |

- Sélections qualifiées pour l'Euro 2008

### Classement mondial FIFA
| Classement | Équipe        | Score total (déc. 2006) | Points précédents (déc. 2005) | Évolution | Position        |
| ---------- | ------------- | ----------------------- | ----------------------------- | --------- | --------------- |
| 51         | Corée du Sud  | 575                     | 680                           | -105      | en diminution   |
| 52         | Finlande      | 569                     | 614                           | -45       | en diminution   |
| 53         | Belgique      | 563                     | 596                           | -33       | en augmentation |
| 54         | ARY Macédoine | 545                     | 502                           | +43       | en augmentation |
| 55         | Angola        | 540                     | 570                           | -30       | en augmentation |

Source : FIFA.

## Les matchs
| Match amical                                                   | Luxembourg | 0 - 2   | Belgique                      | Stade Josy-Barthel Luxembourg-Ville, Grand-Duché de Luxembourg |                                                  |
| 1er mars 2006 · 20:15 heure locale · Historique des rencontres |            | (0 – 1) | Vandenbergh 42e · Pieroni 61e | Spectateurs : 3 271 Arbitrage : Thomas Einwaller               | Spectateurs : 3 271 Arbitrage : Thomas Einwaller |
| 1er mars 2006 · 20:15 heure locale · Historique des rencontres | Rapport    |         |                               | Spectateurs : 3 271 Arbitrage : Thomas Einwaller               | Spectateurs : 3 271 Arbitrage : Thomas Einwaller |

Note : L'arbitre mit fin prématurément à la rencontre à la 65e minute de jeu pour cause de neige trop abondante.
| Match amical                                                 | Arabie saoudite | 1 - 2   | Belgique                     | Wagner & Partners Stadion Sittard, Pays-Bas      |                                                  |
| 11 mai 2006 · 20:15 heure locale · Historique des rencontres | Goor 33e (csc)  | (1 – 1) | Caluwé 3e · Vanden Borre 55e | Spectateurs : 3 283 Arbitrage : Ruud Bossen (nl) | Spectateurs : 3 283 Arbitrage : Ruud Bossen (nl) |
| 11 mai 2006 · 20:15 heure locale · Historique des rencontres | Rapport         |         |                              | Spectateurs : 3 283 Arbitrage : Ruud Bossen (nl) | Spectateurs : 3 283 Arbitrage : Ruud Bossen (nl) |

| Match amical                                                 | Slovaquie   | 1 - 1   | Belgique     | Stade Antona Malatinského Trnava, Slovaquie   |                                               |
| 20 mai 2006 · 19:00 heure locale · Historique des rencontres | Hološko 64e | (0 – 0) | Geraerts 76e | Spectateurs : 4 174 Arbitrage : Viktor Kassai | Spectateurs : 4 174 Arbitrage : Viktor Kassai |
| 20 mai 2006 · 19:00 heure locale · Historique des rencontres | Rapport     |         |              | Spectateurs : 4 174 Arbitrage : Viktor Kassai | Spectateurs : 4 174 Arbitrage : Viktor Kassai |

| Match amical                                                 | Belgique                                       | 3 - 3   | Turquie                            | Fenixstadion Genk, Belgique                          |                                                      |
| 24 mai 2006 · 20:30 heure locale · Historique des rencontres | Toraman 28e (csc) · Sonck 43e · Hoefkens 90+2e | (2 – 2) | Necati 2e · Kabze 27e · Tuncay 74e | Spectateurs : 18 000 Arbitrage : Fritz Stuchlik (nl) | Spectateurs : 18 000 Arbitrage : Fritz Stuchlik (nl) |
| 24 mai 2006 · 20:30 heure locale · Historique des rencontres | Rapport                                        |         |                                    | Spectateurs : 18 000 Arbitrage : Fritz Stuchlik (nl) | Spectateurs : 18 000 Arbitrage : Fritz Stuchlik (nl) |

| Championnat d'Europe 2008 Éliminatoires - Groupe A            | Belgique | 0 - 0   | Kazakhstan | Stade Constant Vanden Stock Anderlecht, Belgique |                                                |
| 16 août 2006 · 20:45 heure locale · Historique des rencontres |          | (0 – 0) |            | Spectateurs : 15 495 Arbitrage : Mark Courtney   | Spectateurs : 15 495 Arbitrage : Mark Courtney |
| 16 août 2006 · 20:45 heure locale · Historique des rencontres | Report   |         |            | Spectateurs : 15 495 Arbitrage : Mark Courtney   | Spectateurs : 15 495 Arbitrage : Mark Courtney |

Note : Première rencontre officielle entre les deux nations.
| Championnat d'Europe 2008 Éliminatoires - Groupe A                | Arménie | 0 - 1   | Belgique       | Stade Républicain Vazgen-Sargsian Erevan, Arménie  |                                                    |
| 6 septembre 2006 · 21:00 heure locale · Historique des rencontres |         | (0 – 1) | Van Buyten 41e | Spectateurs : 8 000 Arbitrage : Gerald Lehner (en) | Spectateurs : 8 000 Arbitrage : Gerald Lehner (en) |
| 6 septembre 2006 · 21:00 heure locale · Historique des rencontres | Report  |         |                | Spectateurs : 8 000 Arbitrage : Gerald Lehner (en) | Spectateurs : 8 000 Arbitrage : Gerald Lehner (en) |

| Championnat d'Europe 2008 Éliminatoires - Groupe A              | Serbie    | 1 - 0   | Belgique | Stade de l'Étoile rouge Belgrade, Serbie               |                                                        |
| 7 octobre 2006 · 20:15 heure locale · Historique des rencontres | Žigić 54e | (0 – 0) |          | Spectateurs : 35 000 Arbitrage : Domenico Messina (en) | Spectateurs : 35 000 Arbitrage : Domenico Messina (en) |
| 7 octobre 2006 · 20:15 heure locale · Historique des rencontres | Report    |         |          | Spectateurs : 35 000 Arbitrage : Domenico Messina (en) | Spectateurs : 35 000 Arbitrage : Domenico Messina (en) |

Note : Première rencontre officielle entre les deux nations.
| Championnat d'Europe 2008 Éliminatoires - Groupe A               | Belgique                                          | 3 - 0   | Azerbaïdjan            | Stade Constant Vanden Stock Anderlecht, Belgique    |                                                     |
| 11 octobre 2006 · 20:45 heure locale · Historique des rencontres | Simons 24e (pen.) · Vandenbergh 47e · Dembélé 82e | (1 – 0) |                        | Spectateurs : 12 000 Arbitrage : Romāns Lajuks (de) | Spectateurs : 12 000 Arbitrage : Romāns Lajuks (de) |
| 11 octobre 2006 · 20:45 heure locale · Historique des rencontres | Dembélé 86e                                       | Report  | Muzika (en) 29e, 45+3e | Spectateurs : 12 000 Arbitrage : Romāns Lajuks (de) | Spectateurs : 12 000 Arbitrage : Romāns Lajuks (de) |

Note : Première rencontre officielle entre les deux nations.
| Championnat d'Europe 2008 Éliminatoires - Groupe A                | Belgique | 0 - 1   | Pologne      | Stade Roi Baudouin Laeken, Belgique                 |                                                     |
| 15 novembre 2006 · 20:30 heure locale · Historique des rencontres |          | (0 – 1) | Matusiak 19e | Spectateurs : 37 578 Arbitrage : Stuart Dougal (en) | Spectateurs : 37 578 Arbitrage : Stuart Dougal (en) |
| 15 novembre 2006 · 20:30 heure locale · Historique des rencontres | Report   |         |              | Spectateurs : 37 578 Arbitrage : Stuart Dougal (en) | Spectateurs : 37 578 Arbitrage : Stuart Dougal (en) |

## Les joueurs
| Joueurs              | Joueurs                      | Amical  | Amical  | Amical | Amical  | QCE 2008 | QCE 2008 | QCE 2008 | QCE 2008 | QCE 2008 |
| -------------------- | ---------------------------- | ------- | ------- | ------ | ------- | -------- | -------- | -------- | -------- | -------- |
| Gardiens de but      |                              |         |         |        |         |          |          |          |          |          |
| Silvio Proto         | RSC Anderlecht               | 46e     |         |        |         |          |          |          |          |          |
| Geert De Vlieger     | Manchester City              | 46e     |         |        |         | r        |          |          |          |          |
| Stijn Stijnen        | Club Bruges KV               |         | 90      | 62e    | 46e     | 90       | 90       | 90       | 90       | 90       |
| Brian Vandenbussche  | SC Heerenveen                |         | r       | 62e    |         |          | r        | r        | r        | r        |
| Davy Schollen        | NAC Breda                    |         |         | r      | 46e ,   |          |          |          |          |          |
| Défenseurs           |                              |         |         |        |         |          |          |          |          |          |
| Peter Van der Heyden | VfL Wolfsburg                | 46e     |         | 90     | r       |          |          |          |          |          |
| Philippe Léonard     | Standard de Liège            | 65      | 90      | 90     | 90      |          |          | r        | 90       | 79e 57e  |
| Thomas Vermaelen     | Ajax Amsterdam               | 65      | 46e     |        |         | 90       |          | 90       | 90       | 90 25e   |
| Philippe Clement     | Club Bruges KV               | 65      |         |        |         |          |          |          |          |          |
| Gill Swerts          | Vitesse Arnhem               | 46e     |         | 90 30e | 69e     |          |          |          |          |          |
| Anthony Vanden Borre | RSC Anderlecht               | 46e 56e | 90      | 69e    | 69e     | 75e      | 60e 78e  | r        | 77e      | 46e      |
| Pieter Collen        | Feyenoord Rotterdam          |         | 46e 37e |        |         |          | 60e      |          |          |          |
| Carl Hoefkens        | Stoke City                   |         | 46e     | 90     | 90 21e  | 75e      | 90       | 90       | 90       | 90       |
| Nicolas Lombaerts    | KAA La Gantoise              |         | 89e     |        |         |          |          |          |          |          |
| Jelle Van Damme      | Werder Brême                 |         |         | 90 71e | 86e 73e | 60e      | 90 67e   |          |          | r        |
| Jason Vandelannoite  | Club Bruges KV               |         |         |        | r       |          |          |          |          |          |
| Vincent Kompany      | Hambourg SV                  |         |         |        |         | 39e      |          | 90 81e   |          |          |
| Daniel Van Buyten    | Bayern Munich                |         |         |        |         | 90       | 90       | 90       | 90 14e   | 90       |
| Milieux              |                              |         |         |        |         |          |          |          |          |          |
| Timmy Simons         | PSV Eindhoven                | 65      | 90      | 90 73e | 90      | 90       | 90       | 90 86e   | 90       | 90 88e   |
| Bart Goor            | RSC Anderlecht               | 65      | 90 50e  | 77e    | 90      | 90       | 66e      | 85e      | 90 15e   | 90 88e   |
| Gaby Mudingayi       | Lazio Rome                   | 46e     |         |        |         |          |          | 75e      | r        | 79e      |
| Karel Geraerts       | Standard de Liège            | r       | 46e     | 69e    | 90      | 90       | 90       | 90       | 90       | 90 12e   |
| Tom Caluwé           | FC Utrecht                   |         | 46e ,   | r      | r       |          |          |          |          |          |
| Steven Defour        | Standard de Liège            |         | 75e     |        | 46e 77e | r        | 78e      | r        | r        |          |
| Wim De Decker        | Germinal Beerschot Antwerpen |         | 46e ,   | r      | r       |          | r        |          |          |          |
| Nathan D'Haemers     | SV Zulte Waregem             |         | 46e ,   |        |         |          |          |          |          |          |
| Thomas Buffel        | Glasgow Rangers              |         | 46e     | 77e    | 46e 16e | 90       |          |          |          |          |
| Mousa Dembélé        | AZ Alkmaar                   |         |         | 46e    | 46e     | 90       | 78e      | 63e      | 70e 86e  |          |
| Koen Daerden         | Club Bruges KV               |         |         |        |         | r        | 66e 28e  |          |          |          |
| Gaëtan Englebert     | Club Bruges KV               |         |         |        |         |          | 90       |          | r        | r        |
| Mark De Man          | RSC Anderlecht               |         |         |        |         |          |          |          |          | r        |
| Attaquants           |                              |         |         |        |         |          |          |          |          |          |
| Mbo Mpenza           | RSC Anderlecht               | 46e     |         |        |         |          |          | 63e      | 77e      |          |
| Kevin Vandenbergh    | KRC Genk                     | 46e     | 75e     | r      | 46e     | r        | r        | 85e      | 86e      | 62e      |
| Luigi Pieroni        | AJ Auxerre                   | 65      |         | 46e    | 86e     | 60e      | 90 86e   | 75e      | 86e      | 62e      |
| Stein Huysegems      | AZ Alkmaar                   | 46e     | 75e     | 83e    | 46e     | 39e      | r        |          |          | 46e      |
| Wesley Sonck         | Borussia Mönchengladbach     | 46e     |         | 83e    | 46e     |          |          |          |          |          |
| Émile Mpenza         | Al-Rayyan SC                 |         |         |        |         |          |          | 90       | 70e      | 90       |

Un « r » indique un joueur qui était parmi les remplaçants mais qui n'est pas monté au jeu.
1. 1 2 3 4 5 6 7 8  Dernière sélection officielle pour le joueur.
2. 1 2 3 4 5 6 7 8 9 10 11 12  Première sélection officielle pour le joueur.
3. 1 2 3  Premier but officiel pour le joueur.

## Aspects socio-économiques

### Audiences télévisuelles
| Jour de diffusion | Match                      | Compétition          | Diffuseur francophone | Téléspectateurs | Diffuseur néerlandophone | Téléspectateurs |
| ----------------- | -------------------------- | -------------------- | --------------------- | --------------- | ------------------------ | --------------- |
| 1er mars 2006     | Luxembourg - Belgique      | Amical               | La Deux               | n.c.            | Kanaal Twee              | n.c.            |
| 11 mai 2006       | Arabie saoudite - Belgique | Amical               | Club RTL              | n.c.            | Canvas                   | n.c.            |
| 20 mai 2006       | Slovaquie - Belgique       | Amical               | non diffusé           | non diffusé     | non diffusé              | non diffusé     |
| 24 mai 2006       | Belgique - Turquie         | Amical               | La Deux               | n.c.            | Kanaal Twee              | n.c.            |
| 16 août 2006      | Belgique - Kazakhstan      | Championnat d'Europe | Club RTL              | 493 100         | Kanaal Twee              | 752 200         |
| 6 septembre 2006  | Arménie - Belgique         | Championnat d'Europe | non diffusé           | non diffusé     | non diffusé              | non diffusé     |
| 7 octobre 2006    | Serbie - Belgique          | Championnat d'Europe | Club RTL              | 369 500         | VT4                      | 580 200         |
| 11 octobre 2006   | Belgique - Azerbaïdjan     | Championnat d'Europe | Club RTL              | 470 600         | Kanaal Twee              | 694 300         |
| 15 novembre 2006  | Belgique - Pologne         | Championnat d'Europe | Club RTL              | 400 600         | Kanaal Twee              | 821 700         |

Sources : 
- CIM (via TVvisie)[stats 2],[stats 3].

## Sources

### Archives
1. ↑  (nl) « Concentra online archief », sur krantenarchief.concentra.be, Mediahuis.

### Statistiques
1. ↑  « CLASSEMENT MASCULIN », sur fifa.com, FIFA, 18 décembre 2006 (consulté le 15 juillet 2021)
2. ↑  (nl) « Kijkcijfers Vlaanderen », sur tvvisie.be, CIM
3. ↑  (nl) « Kijkcijfers Wallonië », sur tvvisie.be, CIM